# هاري بي. كين
هاري بي. كين هو مصرفي وصحفي وسياسي أمريكي، ولد في 10 يناير 1906 في ناشفيل في الولايات المتحدة، وتوفي في 3 مارس 1979 في ميامي ليكس في الولايات المتحدة. نشط حزبياً في الحزب الجمهوري.

## مناصب
- انتخب عضو مجلس الشيوخ الأمريكي [الإنجليزية]‏ عن دائرة Washington Class 1 senate seat ‏ وقد انضم خلال فترته النيابية [الإنجليزية]‏ (3 يناير 1951 – 3 يناير 1953) للكتلة البرلمانية الحزب الجمهوري.
- انتخب عضو مجلس الشيوخ الأمريكي [الإنجليزية]‏ عن دائرة Washington Class 1 senate seat ‏ وقد انضم خلال فترته النيابية [الإنجليزية]‏ (3 يناير 1949 – 3 يناير 1951) للكتلة البرلمانية الحزب الجمهوري.
- انتخب عضو مجلس الشيوخ الأمريكي [الإنجليزية]‏ عن دائرة Washington Class 1 senate seat ‏ وقد انضم خلال فترته النيابية [الإنجليزية]‏ (3 يناير 1947 – 3 يناير 1949) للكتلة البرلمانية الحزب الجمهوري.
- انتخب عضو مجلس الشيوخ الأمريكي [الإنجليزية]‏ عن دائرة Washington Class 1 senate seat ‏ وقد انضم خلال فترته النيابية [الإنجليزية]‏ (26 ديسمبر 1946 – 3 يناير 1947) للكتلة البرلمانية الحزب الجمهوري.
- انتخب عمدة (1940 –  مايو 1943).
- انتخب عضو مجلس الشيوخ الأمريكي [الإنجليزية]‏ عن دائرة واشنطن (26 ديسمبر 1946 – 3 يناير 1953).